# Strada statale 32 Ticinese
Die Strada statale 32 (SS 32) ist eine italienische Staatsstraße, die 1928 zwischen Novara und der SS 33 südlich von Arona festgelegt wurde. Sie geht zurück auf die 1923 festgelegte Strada nazionale 36 (Nordteil – Südteil wurde zur SS 31). Wegen ihrer Führung parallel zum Fluss Tessin erhielt sie den namentlichen Titel Ticinese. Ihre Länge beträgt 33 Kilometer. Die SS 32 wird heute westlich um Bellinzago und Marano geführt sowie östlich um Oleggio und Borgo. Die historische Straße durch die Orte ist heute teilweise als Strada Provinciale 4 nummeriert.

## SS 32 dir
1981 bekam die SS 32 einen Seitenast SS 32 dir. Dieser zweigt nördlich von Borgo Ticino ab und verläuft gen Westen nach Borgomanero. 2001 wurde er zur Provinzialstraße SP 32 dir abgestuft.